# Campeonato Mundial de Natação em Piscina Curta de 2021 - 400 m livre feminino
A prova dos 400 metros nado livre feminino do Campeonato Mundial de Natação em Piscina Curta de 2021 foi disputado no dia 19 de dezembro de 2021, na Etihad Arena, em Abu Dhabi, nos Emirados Árabes Unidos.

## Recordes
Antes desta competição, os recordes mundiais e do campeonato nesta prova eram os seguintes:
|                       | Nome           | Nacionalidade | Tempo   | Local    | Data                   |
| --------------------- | -------------- | ------------- | ------- | -------- | ---------------------- |
| Recorde mundial       | Ariarne Titmus | Austrália     | 3:53.92 | Hangzhou | 14 de dezembro de 2018 |
| Recorde do campeonato | Ariarne Titmus | Austrália     | 3:53.92 | Hangzhou | 14 de dezembro de 2018 |

## Medalhistas
| Ouro             | Prata                 | Bronze                |
| Li Bingjie (CHN) | Summer McIntosh (CAN) | Siobhán Haughey (HKG) |

## Resultados

### Eliminatórias
As eliminatórias ocorreram dia 19 de dezembro com um total de 45 nadadoras.
| Colocação | Bateria | Raia | Nadadora                 | Nacionalidade              | Tempo   | Notas            |
| --------- | ------- | ---- | ------------------------ | -------------------------- | ------- | ---------------- |
| 1         | 5       | 7    | Li Bingjie               | China                      | 4:01.26 | Q                |
| 2         | 5       | 5    | Anastasiya Kirpichnikova | Federação Russa de Natação | 4:01.35 | Q                |
| 3         | 5       | 4    | Summer McIntosh          | Canadá                     | 4:01.82 | Q                |
| 4         | 4       | 4    | Siobhán Haughey          | Hong Kong                  | 4:02.57 | Q                |
| 5         | 5       | 2    | Anna Egorova             | Federação Russa de Natação | 4:02.66 | Q                |
| 6         | 4       | 7    | Paige Madden             | Estados Unidos             | 4:03.03 | Q                |
| 7         | 4       | 3    | Isabel Marie Gose        | Alemanha                   | 4:03.13 | Q                |
| 8         | 3       | 5    | Joanna Evans             | Bahamas                    | 4:03.58 | Q                |
| 9         | 5       | 6    | Ajna Késely              | Hungria                    | 4:03.84 |                  |
| 10        | 4       | 5    | Simona Quadarella        | Itália                     | 4:03.93 |                  |
| 11        | 4       | 2    | Freya Anderson           | Reino Unido                | 4:03.94 |                  |
| 12        | 5       | 0    | Nathalia Almeida         | Brasil                     | 4:06.13 |                  |
| 13        | 3       | 2    | Emma Weyant              | Estados Unidos             | 4:06.71 |                  |
| 14        | 5       | 1    | Martina Caramignoli      | Itália                     | 4:06.89 |                  |
| 15        | 5       | 8    | Merve Tuncel             | Turquia                    | 4:07.39 |                  |
| 16        | 2       | 1    | Anja Crevar              | Sérvia                     | 4:07.49 | Recorde nacional |
| 17        | 5       | 9    | Han Da-kyung             | Coreia do Sul              | 4:08.52 |                  |
| 18        | 3       | 9    | Elisbet Gámez            | Cuba                       | 4:09.08 |                  |
| 19        | 4       | 1    | Beril Böcekler           | Turquia                    | 4:09.16 |                  |
| 20        | 4       | 6    | Valentine Dumont         | Bélgica                    | 4:09.35 |                  |
| 21        | 4       | 0    | Leonie Kullmann          | Alemanha                   | 4:09.41 |                  |
| 22        | 5       | 3    | Charlotte Bonnet         | França                     | 4:10.10 |                  |
| 23        | 4       | 8    | Gabrielle Roncatto       | Brasil                     | 4:10.34 |                  |
| 24        | 3       | 7    | Monique Olivier          | Luxemburgo                 | 4:10.57 |                  |
| 25        | 3       | 4    | Ryu Ji-won               | Coreia do Sul              | 4:11.06 |                  |
| 26        | 3       | 1    | Lena Opatril             | Áustria                    | 4:11.95 |                  |
| 27        | 2       | 2    | Zhanet Angelova          | Bulgária                   | 4:12.58 |                  |
| 27        | 4       | 9    | Diana Durães             | Portugal                   | 4:12.58 |                  |
| 29        | 2       | 4    | María de Valdés          | Espanha                    | 4:12.86 |                  |
| 30        | 3       | 6    | Laura Lahtinen           | Finlândia                  | 4:16.77 |                  |
| 31        | 3       | 0    | Michaela Pulford         | África do Sul              | 4:17.27 |                  |
| 32        | 2       | 5    | Delfina Dini             | Argentina                  | 4:17.51 |                  |
| 33        | 1       | 5    | Daniela Alfaro           | Costa Rica                 | 4:18.79 |                  |
| 34        | 2       | 3    | Iman Avdić               | Bósnia e Herzegovina       | 4:19.54 |                  |
| 35        | 2       | 0    | Arianna Valloni          | San Marino                 | 4:21.54 |                  |
| 36        | 2       | 7    | Sasha Gatt               | Malta                      | 4:21.65 |                  |
| 36        | 3       | 8    | Matea Sumajstorčić       | Croácia                    | 4:21.65 |                  |
| 38        | 2       | 8    | Eva Petrovska            | Macedônia do Norte         | 4:26.38 |                  |
| 39        | 1       | 6    | Natalia Kuipers          | Ilhas Virgens Americanas   | 4:26.48 |                  |
| 40        | 2       | 9    | Fatima Alkaramova        | Azerbaijão                 | 4:29.12 |                  |
| 41        | 1       | 4    | Michell Ramírez          | Honduras                   | 4:31.26 |                  |
| 42        | 1       | 2    | Katie Rock               | Albânia                    | 4:35.55 |                  |
| 43        | 1       | 7    | Alexia Savinova          | Moldávia                   | 4:37.13 |                  |
| 44        | 1       | 1    | Bianca Mitchell          | Antígua e Barbuda          | 4:37.56 |                  |
| 45        | 1       | 8    | Keana Santos             | Guam                       | 5:04.07 |                  |
| 46        | 1       | 3    | Talita Te Flan           | Costa do Marfim            | DNS     |                  |
| 46        | 2       | 6    | Sabína Kupčová           | Eslováquia                 | DNS     |                  |
| 46        | 3       | 3    | Quah Jing Wen            | Singapura                  | DNS     |                  |

### Final
A final foi realizada em 19 de dezembro.
| Colocação         | Raia | Nadadora                 | Nacionalidade              | Tempo   | Notas |
| ----------------- | ---- | ------------------------ | -------------------------- | ------- | ----- |
| Medalha de ouro   | 4    | Li Bingjie               | China                      | 3:55.83 |       |
| Medalha de prata  | 3    | Summer McIntosh          | Canadá                     | 3:57.87 |       |
| Medalha de bronze | 6    | Siobhán Haughey          | Hong Kong                  | 3:58.12 |       |
| 4                 | 5    | Anastasiya Kirpichnikova | Federação Russa de Natação | 3:58.56 |       |
| 5                 | 7    | Paige Madden             | Estados Unidos             | 3:59.58 |       |
| 6                 | 1    | Isabel Marie Gose        | Alemanha                   | 4:00.82 |       |
| 7                 | 8    | Joanna Evans             | Bahamas                    | 4:01.09 |       |
| 8                 | 2    | Anna Egorova             | Federação Russa de Natação | 4:02.11 |       |

Legenda
| Recorde mundial       | Recorde mundial (World record)               |                       | Recorde africano                      | Recorde africano (African) |                                           | Q | Classificado por posição (Qualified) |
| Recorde do campeonato | Recorde do campeonato (Championship record)  | Recorde da América    | Recorde da América (Americas)         | q                          | Classificado por melhor tempo (Qualified) |   |                                      |
| Melhor marca do ano   | Melhor marca do ano (World leading)          | Recorde asiático      | Recorde asiático (Asian)              | DNS                        | Não largou (Did not start)                |   |                                      |
| Recorde nacional      | Recorde nacional (National record)           | Recorde europeu       | Recorde europeu (European)            | DNF                        | Não terminou (Did not finish)             |   |                                      |
| Recorde pessoal       | Recorde pessoal do atleta (Personal best)    | Recorde da Oceania    | Recorde da Oceania (Oceania)          | DSQ / DQ                   | Desclassificado (Disqualified)            |   |                                      |
| Recorde da temporada  | Recorde da temporada do atleta (Season best) | Recorde sul-americano | Recorde sul-americano (South America) | NM                         | Sem marca (No mark)                       |   |                                      |